# Arkadij Chajt
Arkadij Iosifowicz Chajt (ros. Арка́дий Ио́сифович Хайт, ur. 12 grudnia?/25 grudnia 1938 w Moskwie, zm. 22 lutego 2000 w Monachium) – radziecki pisarz, scenarzysta filmów animowanych. Laureat Nagrody Państwowej ZSRR (1985). W animacji współpracował m.in. z takimi reżyserami jak: Wiaczesław Kotionoczkin, Jefim Gamburg i Anatolij Rieznikow. Laureat Nagrody Nika (1991). Pochowany na nowym cmentarzu żydowskim w Monachium, ziemię z miejsca pochówku złożono w rodzinnym grobie na Cmentarzu Wostriakowskim w Moskwie.

## Wybrana filmografia
- 1969-1993: Wilk i Zając (odc. 1-17)
- 1975-1987: Przygody Kota Leopolda
- 1981: Raz kowboj, dwa kowboj

## Nagrody i odznaczenia
- 1985: Nagroda Państwowa ZSRR
- 1991: Nagroda Nika
- 1998: Ludowy Artysta Federacji Rosyjskiej